# Лизоркин, Пётр Иванович
Лизоркин, Пётр Иванович (3 апреля 1922 — 20 сентября 1993) — советский математик, профессор, создатель теории пространств Лизоркина — Трибеля. Участник Великой Отечественной войны

## Биография
Уроженец села Сасово Елатомского уезда Тамбовской губернии, П. И. Лизоркин детство и юношеские годы прожил в Елатьме на Оке.
После окончания средней школы он поступил на физико-математический факультет Воронежского Государственного Университета.
Однако в 1940 году с первого курса Пётр Иванович был призван в армию и направлен в Харьковское Военно-авиационное училище.
С началом Великой Отечественной войны училище эвакуируется в Красноярск.
Окончив училище в 1942 г. и пройдя дополнительную подготовку в Высшей школе штурманов и при лётном центре Авиации дальнего действия в г. Рыбинске, с 1943 г. П. И. Лизоркин служил на фронте в действующей армии.
В качестве штурмана Авиации дальнего действия он сделал 120 успешных боевых вылетов в тыл врага и был награждён тремя орденами.
В мае 1944 года самолёт, в экипаже которого состоял П. И. Лизоркин, был сбит в глубоком тылу врага.
Целый год Пётр Иванович провёл в немецких лагерях для военнопленных, затем, будучи освобождённым из плена незадолго до конца войны, прошёл длительную госпроверку и лишь в декабре 1945 года был демобилизован из армии.
В феврале 1946 года П. И. Лизоркин поступил на инженерно-физический факультет Московского Механического института (впоследствии преобразованного в Московский инженерно-физический институт).
П. И. Лизоркин окончил его с отличием в 1951 году по специальности «теоретическая физика» и был рекомендован в аспирантуру по этой специальности; однако работать в этой области не позволили, вспомнили плен, сказался закрытый профиль института.
В 1951—1957 годах П. И. Лизоркин работал преподавателем кафедры высшей математики МИФИ, а в 1958 году поступил в аспирантуру и с этого времени работал в области математики.
В 1961 году П. И. Лизоркин защитил кандидатскую диссертацию.
В том же году его пригласили на работу в отдел теории функций Математического института АН СССР, где в 1969 году П. И. Лизоркин защитил докторскую диссертацию.
Работая в Математическом институте СССР, П. И. Лизоркин не порывал с педагогической деятельностью.
В течение ряда лет он заведовал кафедрой высшей математики МИФИ, был профессором этой кафедры.
В эти же годы в МИФИ началась фундаментальная перестройка преподаваемого курса высшей математики, введение в курсы элементов функционального анализа.
Учебник П. И. Лизоркина «Курс дифференциальных и интегральных уравнений с дополнительными главами математического анализа» отражает опыт МИФИ в этом направлении, сокращая «разрыв между подготовкой выпускника ВУЗа и требованиями, с которыми ему приходится встречаться на практике».
П. И. Лизоркин был женат на Кузнецовой Валентине Алексеевне, преподавателе МИФИ, у них трое детей.

## Научная деятельность
П. И. Лизоркиным получено окончательное решение задачи о естественном расширении пространств С. Л. Соболева на дробные индексы дифференцирования.
Им было введено понятие обобщённой лиувиллевской производной и на его основе определены анизотропные классы бесселевых потенциалов
Дальнейшее развитие этих работ привело к построению шкал пространств, известных в
литературе как пространства Лизоркина-Трибеля.
Петром Ивановичем была развита теория Фурье-мультипликаторов, обобщающая и дополняющая результаты Ю. Марцинкевича и С. Г. Михлина.
Большой цикл совместных работ С. М. Никольского и П. И. Лизоркина по теории краевых задач для эллиптических операторов с сильным вырождением на всей границе области сильно продвинул этот раздел теории дифференциальных уравнений.
Они обнаружили, что корректная постановка задачи Дирихле для оператора порядка {\displaystyle 2r} требует задания на границе области не {\displaystyle r} условий, а меньшего их числа в зависимости от показателя вырождения оператора, разработали вариационные методы исследования первой краевой задачи, изучили свойства гладкости решений этой задачи в зависимости от гладкости коэффициентов и правой части уравнения.
В последние годы жизни П. И. Лизоркин занимался теорией приближений на однородных многообразиях.

## Пространства Лизоркина-Трибеля
Пространства, получившие в научной среде название пространств Лизоркина-Трибеля, были введены П. И. Лизоркиным и затем более детально исследованы немецким математиком Хансом Трибелем.
Обозначим {\displaystyle S(R^{n})} - пространство Шварца комплекснозначных быстроубывающих бесконечно дифференцируемых функций на {\displaystyle R^{n}}.
Рассматривается совокупность {\displaystyle \Sigma (R^{n})} всех систем функций {\displaystyle \sigma =\{\sigma _{j}(x)\}_{j=0}^{\infty }\subset S(R^{n})}, таких что:
1. Носители функций из системы {\displaystyle \sigma } являются подмножествами следующих множеств: {\displaystyle \mathrm {supp} \ \sigma _{0}\subset \{x\in R^{n}|\left|x\right|\leq 2\}}, {\displaystyle \mathrm {supp} \ \sigma _{j}\subset \{x\in R^{n}|2^{j-1}\leq \left|x\right|\leq 2^{j+1}\}}, {\displaystyle j=1,2,3,\ldots };
2. Для каждого мультииндекса {\displaystyle \alpha } существует положительное число {\displaystyle c_{\alpha }}, при котором {\displaystyle 2^{j\left|\alpha \right|}\left|D^{\alpha }\sigma _{j}(x)\right|\leq c_{\alpha }} для всех {\displaystyle j=1,2,3,\ldots } и всех {\displaystyle x\in R^{n}}, где {\displaystyle \left|\alpha \right|=\alpha _{1}+\alpha _{2}+\ldots +\alpha _{n}};
3. {\displaystyle \sum _{j=0}^{\infty }\sigma _{j}(x)=1} для каждого {\displaystyle x\in R^{n}}.

Пространства Лизоркина–Трибеля {\displaystyle F_{p,q}^{s}(R^{n})} определяются для {\displaystyle 0<p<\infty } следующим образом:
{\displaystyle F_{p,q}^{s}(R^{n})=\left\{f\in S'(R^{n})\mid \left\|f|F_{p,q}^{s}(R^{n})\right\|=\left(\int _{R^{n}}\left(\sum _{j=0}^{\infty }\left|2^{sj}F^{-1}\sigma _{j}Ff(x)\right|^{q}\right)^{\frac {p}{q}}dx\right)^{\frac {1}{p}}<\infty \right\}}.
Здесь для краткости {\displaystyle D^{\alpha }} обозначает оператор дифференцирования, берущий для всех {\displaystyle i=1,2,\ldots ,n} частную {\displaystyle \alpha _{i}}-ю производную по {\displaystyle x_{i}};
{\displaystyle F} - оператор преобразования Фурье;
а символом {\displaystyle S'(R^{n})} обозначается множество всех умеренных распределений на {\displaystyle R^{n}}.
Принадлежность функции пространству Лизоркина-Трибеля означает представимость её в виде суммы атомарных функций, т.е. функций заданной гладкости с некоторым числом нулевых моментов, чьи преобразования Фурье также имеют фиксированную гладкость.
Теоремы, сформулированные П. И. Лизоркиным и Х. Трибелем, гарантировали существование разложения функции через атомарные функции, хотя и без описания способа его получения.

### Области применения
Появление базисов {\displaystyle \{\sigma _{j}(x)\}}, по которым можно производить разложения функций, привело к существенному прогрессу в теории функциональных пространств.
Базисы нашли широкое распространение от чисто математических проблем описания функциональных пространств до сугубо прикладных проблем цифровой обработки сигналов и изображений.
Базисы всплесков находят всё большие применения в физике, астрономии, геофизике, медицине и других областях знаний.
Причина такой популярности состоит в том, что всплески являются идеальным инструментом для адекватного представления нестационарных сигналов как с точки зрения глубинных свойств, важных в теории, так и с точки зрения существования для них экономичных численных алгоритмов.